# Saison 2025 de la WTA
Cet article traite de la saison 2025 de tennis féminin. Pour la saison masculine, voir Saison 2025 de l'ATP.
Pour un article plus général, voir 2025 en tennis.
Vainqueurs des tournois majeurs
Cette page rassemble les résultats de la saison 2025 de tennis féminin ou WTA Tour 2025 qui est constituée de 105 tournois (jusqu'au 15 décembre 2025) répartis de la façon suivante :
- 101 sont organisés par la WTA :
  - les tournois WTA 1000, au nombre de 10,
  - les tournois WTA 500, au nombre de 17,
  - les tournois WTA 250, au nombre de 21,
  - les tournois WTA 125, au nombre de 52,
  - le Masters ou WTA Tour Finals qui réunit les huit meilleures joueuses de la Race WTA en fin de saison,
- les 4 tournois du Grand Chelem.

À ces compétitions individuelles s'ajoutent 3 compétitions par équipes nationales :
- l'United Cup, épreuve mixte organisée conjointement par l'ATP et la WTA,
- la Hopman Cup[1], épreuve mixte organisée par l'ITF,
- la Coupe Billie Jean King organisée également par l'ITF.

Bianca Andreescu, Victoria Azarenka, Coco Gauff, Simona Halep, Sofia Kenin, Madison Keys, Barbora Krejčíková, Svetlana Kuznetsova, Petra Kvitová, Naomi Osaka, Jeļena Ostapenko, Emma Raducanu, Elena Rybakina, Aryna Sabalenka, Sloane Stephens, Iga Świątek, Markéta Vondroušová et Caroline Wozniacki sont les joueuses en activité au début de la saison qui ont remporté un tournoi du Grand Chelem.

## Nouveautés 2025
- Retour du tournoi de Singapour[2] en catégorie WTA 250 en remplacement du tournoi de Hua Hin.
- Retour du tennis à São Paulo[3] en catégorie WTA 250.
- Retour du tournoi du Queen's[4] en catégorie WTA 500 après 52 ans d'absence en remplacement du tournoi d'Eastbourne qui passe en catégorie WTA 250.
- Promotion en catégorie WTA 500 du tournoi de Mérida en remplacement du tournoi de San Diego[5].

À l'US Open, le format du Double mixte, discipline s'inscrivant dans le palmarès du Grand Chelem, change :
- Jusqu'à 2024, 32 paires s'affrontaient et la quasi-totalité d'entre elles étaient inscrites via leur classement en double. On y retrouvait donc des joueurs et des joueuses spécialistes de la discipline, en plus des invitations données par l'organisation à des paires américaines. Les matchs se déroulaient lors de la troisième semaine du tournoi, soit la dernière semaine où se jouent aussi les finales de double dames et messieurs, et de simple dames et messieurs.
- Cette année, 16 paires s'affronteront, 8 dont l'inscription sera basée sur un combiné des classements WTA et ATP en simple et 8 qui recevront une invitation par l'organisation du tournoi. Les joueurs et joueuses joueront la première semaine du tournoi, soit la même semaine des phases de qualifications pour les grands tableaux en simple[6].

L'organisation du tournoi justifie ce changement pour redonner de la lumière à la discipline, en incitant les joueuses et joueurs célèbres du simple à concourir. Elle a par exemple quintuplé le Prize Money pour la paire vainqueure, passant de 200.000$ à 1.000.000$. À noter que le Prize Money se partage entre les deux joueurs constituant la paire. En conséquence, beaucoup de joueuses et joueurs de double ont critiqué cette décision, les écartant de cette discipline, comme la paire tenante du titre en 2024, Sara Errani et Andrea Vavassori, via un communiqué joint sur Instagram, où ils dénoncent la priorité du tournoi à capitaliser les matchs, quitte à interdire à des joueuses et joueurs moins populaires de jouer.

## Faits marquants
Les tournois WTA 1000 de Cincinnati et du Canada (Toronto/Montréal) passent sur 12 jours avec des tableaux élargis comme ce fut le cas en 2024 pour les tournois de Madrid et de Pékin. Avec Indian Wells, Miami et Rome, il y aura ainsi sept WTA 1000 qui se disputeront sur deux semaines.
Le circuit WTA 125 franchit une nouvelle étape en 2025 avec plus de 50 tournois programmés.

## Classements

### Évolution du top 10
| Rang | Évolution       | Nom                | Points |
| ---- | --------------- | ------------------ | ------ |
| 1    | en stagnation   | Aryna Sabalenka    | 9 416  |
| 2    | en stagnation   | Iga Swiatek        | 8 370  |
| 3    | en stagnation   | Coco Gauff         | 6 530  |
| 4    | en stagnation   | Jasmine Paolini    | 5 344  |
| 5    | en augmentation | Zheng Qinwen       | 5 340  |
| 6    | en diminution   | Elena Rybakina     | 5 171  |
| 7    | en diminution   | Jessica Pegula     | 4 705  |
| 8    | en stagnation   | Emma Navarro       | 3 589  |
| 9    | en stagnation   | Daria Kasatkina    | 3 368  |
| 10   | en augmentation | Barbora Krejčíková | 3 214  |

| Rang | Évolution       | Nom                | Points |
| ---- | --------------- | ------------------ | ------ |
| 1    | en stagnation   | Kateřina Siniaková | 9 530  |
| 2    | en stagnation   | Erin Routliffe     | 8 165  |
| 3    | en augmentation | Gabriela Dabrowski | 6 805  |
| 4    | en diminution   | Lyudmyla Kichenok  | 6 165  |
| 5    | en augmentation | Taylor Townsend    | 6 108  |
| 6    | en diminution   | Jelena Ostapenko   | 5 948  |
| 7    | en diminution   | Hsieh Su-wei       | 5 506  |
| 8    | en diminution   | Elise Mertens      | 5 430  |
| 9    | en diminution   | Sara Errani        | 5 306  |
| 10   | en stagnation   | Jasmine Paolini    | 5 235  |

| Rang | Évolution       | Nom              | Points |
| ---- | --------------- | ---------------- | ------ |
| 1    | en stagnation   | Aryna Sabalenka  | 12 010 |
| 2    | en stagnation   | Coco Gauff       | 7 669  |
| 3    | en stagnation   | Iga Świątek      | 6 933  |
| 4    | en stagnation   | Jessica Pegula   | 5 488  |
| 5    | en stagnation   | Mirra Andreeva   | 4 948  |
| 6    | en augmentation | Madison Keys     | 4 579  |
| 7    | en diminution   | Zheng Qinwen     | 4 553  |
| 8    | en diminution   | Amanda Anisimova | 3 834  |
| 9    | en stagnation   | Jasmine Paolini  | 3 586  |
| 10   | en augmentation | Elena Rybakina   | 3 283  |

| Rang | Évolution       | Nom                  | Points |
| ---- | --------------- | -------------------- | ------ |
| 1    | en stagnation   | Taylor Townsend      | 8 145  |
| 2    | en stagnation   | Kateřina Siniaková   | 7 820  |
| 3    | en stagnation   | Jeļena Ostapenko     | 7 440  |
| 4    | en augmentation | Veronika Kudermetova | 6 435  |
| 5    | en augmentation | Sara Errani          | 6 370  |
| 5    | en augmentation | Jasmine Paolini      | 6 370  |
| 7    | en diminution   | Erin Routliffe       | 6 155  |
| 8    | en augmentation | Zhang Shuai          | 5 340  |
| 9    | en stagnation   | Diana Shnaider       | 5 325  |
| 10   | en stagnation   | Anna Danilina        | 5 180  |

### Résultat des gains en tournoi
A remplir en fin de saison.

## Palmarès
| Grand Chelem     |
| Jeux olympiques  |
| WTA Finals       |
| WTA Elite Trophy |

| Tournoi WTA 1000 |
| Tournoi WTA 500  |
| Tournoi WTA 250  |
| Tournoi WTA 125  |

### Simple
Sur la base de la publication WTA du 6 août 2025.

Calendrier WTA

| No  | Date       | Nom et lieu du tournoi                                      | Catégorie | Dotation       | Surface      | Vainqueure             | Finaliste             | Score           |         |
| --- | ---------- | ----------------------------------------------------------- | --------- | -------------- | ------------ | ---------------------- | --------------------- | --------------- | ------- |
| 1   | 30-12-2024 | Brisbane International by Evie, Brisbane                    | WTA 500   | 1 119 133 $    | Dur (ext.)   | Aryna Sabalenka        | Polina Kudermetova    | 4-6, 6-3, 6-2   | Tableau |
| 2   | 30-12-2024 | ASB Classic, Auckland                                       | WTA 250   | 275 094 $      | Dur (ext.)   | Clara Tauson           | Naomi Osaka           | 4-6, ab.        | Tableau |
| 3   | 30-12-2024 | Workday Canberra International, Canberra                    | WTA 125   | 115 000 $      | Dur (ext.)   | Aoi Ito                | Wei Sijia             | 6-4, 6-3        | Tableau |
| 4   | 06-01-2025 | Adélaïde International, Adélaïde                            | WTA 500   | 1 064 510 $    | Dur (ext.)   | Madison Keys           | Jessica Pegula        | 6-3, 4-6, 6-1   | Tableau |
| 5   | 06-01-2025 | Hobart international, Hobart                                | WTA 250   | 275 094 $      | Dur (ext.)   | McCartney Kessler      | Elise Mertens         | 6-4, 3-6, 6-0   | Tableau |
| 6   | 12-01-2025 | Australian Open, Melbourne                                  | G. Chelem | 96 500 000 AU$ | Dur (ext.)   | Madison Keys           | Aryna Sabalenka       | 6-3, 2-6, 7-5   | Tableau |
| 7   | 27-01-2025 | Upper Austria Ladies Linz, Linz                             | WTA 500   | 1 064 510 $    | Dur (int.)   | Ekaterina Alexandrova  | Dayana Yastremska     | 6-2, 3-6, 7-5   | Tableau |
| 8   | 27-01-2025 | Singapore Open, Singapour                                   | WTA 250   | 275 094 $      | Dur (int.)   | Elise Mertens          | Ann Li                | 6-1, 6-4        | Tableau |
| 9   | 03-02-2025 | Mubadala Abu Dhabi Open, Abou Dabi                          | WTA 500   | 1 064 510 $    | Dur (ext.)   | Belinda Bencic         | Ashlyn Krueger        | 4-6, 6-1, 6-1   | Tableau |
| 10  | 03-02-2025 | Transylvania Open, Cluj-Napoca                              | WTA 250   | 275 094 $      | Dur (int.)   | Anastasia Potapova     | Lucia Bronzetti       | 4-6, 6-1, 6-2   | Tableau |
| 11  | 03-02-2025 | L&T Mumbai Open, Bombay                                     | WTA 125   | 115 000 $      | Dur (ext.)   | Jil Teichmann          | M. Sawangkaew         | 6-3, 6-4        | Tableau |
| 12  | 10-02-2025 | Qatar TotalEnergies Open, Doha                              | WTA 1000  | 3 654 963 $    | Dur (ext.)   | Amanda Anisimova       | Jeļena Ostapenko      | 6-4, 6-3        | Tableau |
| 13  | 10-02-2025 | Cancún Open, Cancún                                         | WTA 125   | 115 000 $      | Dur (ext.)   | Emiliana Arango        | Carson Branstine      | 6–2, 6–1        | Tableau |
| 14  | 17-02-2025 | Dubaï Duty Free Tennis Championships, Dubaï                 | WTA 1000  | 3 654 963 $    | Dur (ext.)   | Mirra Andreeva         | Clara Tauson          | 7-61, 6-1       | Tableau |
| 15  | 24-02-2025 | Mérida Open Akron, Mérida                                   | WTA 500   | 1 064 510 $    | Dur (ext.)   | Emma Navarro           | Emiliana Arango       | 6-0, 6-0        | Tableau |
| 16  | 24-02-2025 | ATX Open, Austin                                            | WTA 250   | 275 094 $      | Dur (ext.)   | Jessica Pegula         | McCartney Kessler     | 7-5, 6-2        | Tableau |
| 17  | 05-03-2025 | BNP Paribas Open, Indian Wells                              | WTA 1000  | 8 963 700 $    | Dur (ext.)   | Mirra Andreeva         | Aryna Sabalenka       | 2-6, 6-4, 6-3   | Tableau |
| 18  | 17-03-2025 | Megasaray Hotels Open 1, Antalya                            | WTA 125   | 115 000 $      | Terre (ext.) | Anca Todoni            | L. Romero Gormaz      | 6-3, 6-2        | Tableau |
| 19  | 18-03-2025 | Miami Open presented by Itaú, Miami                         | WTA 1000  | 8 963 700 $    | Dur (ext.)   | Aryna Sabalenka        | Jessica Pegula        | 7-5, 6-2        | Tableau |
| 20  | 24-03-2025 | Puerto Vallarta Open, Puerto Vallarta                       | WTA 125   | 115 000 $      | Dur (ext.)   | Jaqueline Cristian     | Linda Fruhvirtová     | 7-5, 6-4        | Tableau |
| 21  | 24-03-2025 | Megasaray Hotels Open 2, Antalya                            | WTA 125   | 115 000 $      | Terre (ext.) | Olga Danilović         | V. Jiménez Kasintseva | 6-2, 6-3        | Tableau |
| 22  | 31-03-2025 | Credit One Charleston Open, Charleston                      | WTA 500   | 1 064 510 $    | Terre (ext.) | Jessica Pegula         | Sofia Kenin           | 6-3, 7-5        | Tableau |
| 23  | 31-03-2025 | Copa Colsanitas Zurich, Bogota                              | WTA 250   | 275 094 $      | Terre (ext.) | Camila Osorio          | Katarzyna Kawa        | 6-3, 6-3        | Tableau |
| 24  | 31-03-2025 | Open Internacional Femeni Solgironès, La Bisbal d'Empordà   | WTA 125   | 115 000 $      | Terre (ext.) | Darja Semenistaja      | Dalma Gálfi           | 5-7, 6-0, 6-4   | Tableau |
| 25  | 31-03-2025 | Megasaray Hotels Open 3, Antalya                            | WTA 125   | 115 000 $      | Terre (ext.) | Solana Sierra          | L. Romero Gormaz      | 6-3, 6-4        | Tableau |
| 26  | 14-04-2025 | Porsche Tennis Grand Prix, Stuttgart                        | WTA 500   | 1 064 510 $    | Terre (int.) | Jeļena Ostapenko       | Aryna Sabalenka       | 6-4, 6-1        | Tableau |
| 27  | 14-04-2025 | Open de Rouen Capfinances, Rouen                            | WTA 250   | 275 094 $      | Terre (int.) | Elina Svitolina        | Olga Danilović        | 6-4, 7-68       | Tableau |
| 28  | 14-04-2025 | Oeiras Ladies Open, Oeiras                                  | WTA 125   | 115 000 $      | Terre (ext.) | Dalma Gálfi            | Katie Volynets        | 4-6, 6-1, 6-2   | Tableau |
| 29  | 22-04-2025 | Mutua Madrid Open, Madrid                                   | WTA 1000  | 8 963 700 $    | Terre (ext.) | Aryna Sabalenka        | Coco Gauff            | 6-3, 7-63       | Tableau |
| 30  | 28-04-2025 | Open 35 de Saint-Malo, Saint-Malo                           | WTA 125   | 115 000 $      | Terre (ext.) | Naomi Osaka            | Kaja Juvan            | 6-1, 7-5        | Tableau |
| 31  | 28-04-2025 | Catalonia Open WTA 125, Vic                                 | WTA 125   | 115 000 $      | Terre (ext.) | Dalma Gálfi            | Rebeka Masarova       | 6-3, 6-0        | Tableau |
| 32  | 06-05-2025 | Internazionali BNL d'Italia, Rome                           | WTA 1000  | 6 911 032 $    | Terre (ext.) | Jasmine Paolini        | Coco Gauff            | 6-4, 6-2        | Tableau |
| 33  | 12-05-2025 | Parma Ladies Open, Parme                                    | WTA 125   | 115 000 $      | Terre (ext.) | Mayar Sherif           | Victoria Mboko        | 6-4, 6-4        | Tableau |
| 34  | 12-05-2025 | Trophée Clarins, Paris                                      | WTA 125   | 115 000 $      | Terre (ext.) | Katie Boulter          | Chloé Paquet          | 3-6, 6-2, 6-3   | Tableau |
| 35  | 18-05-2025 | Internationaux de Strasbourg, Strasbourg                    | WTA 500   | 1 064 510 $    | Terre (ext.) | Elena Rybakina         | Liudmila Samsonova    | 6-1, 62-7, 6-1  | Tableau |
| 36  | 18-05-2025 | Grand Prix SAR La Princesse Lalla Meryem, Rabat             | WTA 250   | 275 094 $      | Terre (ext.) | Maya Joint             | Jaqueline Cristian    | 6-3, 6-2        | Tableau |
| 37  | 27-05-2025 | Roland-Garros, Paris                                        | G. Chelem | 56 352 000 €   | Terre (ext.) | Coco Gauff             | Aryna Sabalenka       | 65-7, 6-2, 6-4  | Tableau |
| 38  | 02-06-2025 | Lexus Birmingham Open, Birmingham                           | WTA 125   | 115 000 $      | Gazon (ext.) | Greet Minnen           | Linda Fruhvirtová     | 6-2, 6-1        | Tableau |
| 39  | 02-06-2025 | Open delle Puglie, Bari                                     | WTA 125   | 115 000 $      | Terre (ext.) | Anca Todoni            | Anna Bondár           | 64-7, 6-4, 6-4  | Tableau |
| 40  | 02-06-2025 | Makarska Open, Makarska                                     | WTA 125   | 115 000 $      | Terre (ext.) | Sára Bejlek            | V. Jiménez Kasintseva | 6-0, 6-1        | Tableau |
| 41  | 09-06-2025 | The HSBC Championships, Londres                             | WTA 500   | 1 064 510 $    | Gazon (ext.) | Tatjana Maria          | Amanda Anisimova      | 6-3, 6-4        | Tableau |
| 42  | 09-06-2025 | Libema Open, Bois-le-Duc                                    | WTA 250   | 275 094 $      | Gazon (ext.) | Elise Mertens          | Elena-Gabriela Ruse   | 6-3, 7-64       | Tableau |
| 43  | 09-06-2025 | Lexus Ilkley Open, Ilkley                                   | WTA 125   | 115 000 $      | Gazon (ext.) | Iva Jovic              | Rebecca Marino        | 6-1, 6-3        | Tableau |
| 44  | 09-06-2025 | Citta' di Grado Tennis Cup, Grado                           | WTA 125   | 115 000 $      | Terre (ext.) | Tereza Valentová       | Barbora Palicová      | 6-2, 4-6, 6-1   | Tableau |
| 45  | 09-06-2025 | BBVA Open Internacional de Valencia, Valence                | WTA 125   | 115 000 $      | Terre (ext.) | Nuria Párrizas Díaz    | Louisa Chirico        | 7-5, 7-69       | Tableau |
| 46  | 16-06-2025 | Berlin Tennis Open, Berlin                                  | WTA 500   | 1 064 510 $    | Gazon (ext.) | Markéta Vondroušová    | Wang Xinyu            | 7-610, 4-6, 6-2 | Tableau |
| 47  | 16-06-2025 | Lexus Nottingham Open, Nottingham                           | WTA 250   | 275 094 $      | Gazon (ext.) | McCartney Kessler      | Dayana Yastremska     | 6-4, 7-5        | Tableau |
| 48  | 23-06-2025 | Bad Homburg Open by Solarwatt, Bad Homburg                  | WTA 500   | 1 064 510 $    | Gazon (ext.) | Jessica Pegula         | Iga Świątek           | 6-4, 7-5        | Tableau |
| 49  | 23-06-2025 | Lexus Eastbourne Open, Eastbourne                           | WTA 250   | 275 094 $      | Gazon (ext.) | Maya Joint             | Alexandra Eala        | 6-4, 1-6, 7-610 | Tableau |
| 50  | 30-06-2025 | The Championships, Wimbledon                                | G. Chelem | 53 500 000 £   | Gazon (ext.) | Iga Świątek            | Amanda Anisimova      | 6-0, 6-0        | Tableau |
| 51  | 07-07-2025 | Hall of Fame Open, Newport                                  | WTA 125   | 115 000 $      | Gazon (ext.) | Caty McNally           | Tatjana Maria         | 2-6, 6-4, 6-2   | Tableau |
| 52  | 07-07-2025 | Nordea Open, Båstad                                         | WTA 125   | 115 000 $      | Terre (ext.) | Elisabetta Cocciaretto | Katarzyna Kawa        | 6-3, 6-4        | Tableau |
| 53  | 07-07-2025 | Grand Est Open 88, Contrexéville                            | WTA 125   | 115 000 $      | Terre (ext.) | Francesca Jones        | Elsa Jacquemot        | 6-4, 7-62       | Tableau |
| 54  | 14-07-2025 | UniCredit Iași Open, Iași                                   | WTA 250   | 275 094 $      | Terre (ext.) | Irina-Camelia Begu     | Jil Teichmann         | 6-0, 7-5        | Tableau |
| 55  | 14-07-2025 | MSC Hamburg Ladies Open, Hambourg                           | WTA 250   | 275 094 $      | Terre (ext.) | Loïs Boisson           | Anna Bondár           | 7-5, 6-3        | Tableau |
| 56  | 14-07-2025 | ATV Bancomat Tennis Open, Rome                              | WTA 125   | 115 000 $      | Terre (ext.) | Petra Marčinko         | Oksana Selekhmeteva   | 6-3, 4-6, 6-3   | Tableau |
| 57  | 14-07-2025 | Eupago Porto Open, Porto                                    | WTA 125   | 115 000 $      | Dur (ext.)   | Tereza Valentová       | Lanlana Tararudee     | 6-4, 6-2        | Tableau |
| 58  | 21-07-2025 | Mudabala Citi DC Open, Washington                           | WTA 500   | 1 282 951 $    | Dur (ext.)   | Leylah Fernandez       | Anna Kalinskaya       | 6-1, 6-2        | Tableau |
| 59  | 21-07-2025 | Livesport Prague Open 2025, Prague                          | WTA 250   | 275 094 $      | Dur (ext.)   | Marie Bouzková         | Linda Nosková         | 2-6, 6-1, 6-3   | Tableau |
| 60  | 21-07-2025 | Palermo Ladies Open, Palerme                                | WTA 125   | 115 000 $      | Terre (ext.) | Francesca Jones        | Anouk Koevermans      | 6-3, 6-2        | Tableau |
| 61  | 27-07-2025 | Omnium Banque Nationale par Rogers, Montréal                | WTA 1000  | 5 152 599 $    | Dur (ext.)   | Victoria Mboko         | Naomi Osaka           | 2-6, 6-4, 6-1   | Tableau |
| 62  | 28-07-2025 | T-Mobile Polish Open, Varsovie                              | WTA 125   | 115 000 $      | Dur (ext.)   | Kateřina Siniaková     | Viktorija Golubic     | 6-1, 6-2        | Tableau |
| 63  | 07-08-2025 | Cincinnati Open, Cincinnati                                 | WTA 1000  | 5 152 599 $    | Dur (ext.)   | Iga Świątek            | Jasmine Paolini       | 7-5, 6-4        | Tableau |
| 64  | 18-08-2025 | Abierto GNP Seguros, Monterrey                              | WTA 500   | 1 064 510 $    | Dur (ext.)   |                        |                       | NC              | Tableau |
| 65  | 18-08-2025 | Tennis in the Land powered by Rocket, Cleveland             | WTA 250   | 275 094 $      | Dur (ext.)   |                        |                       | NC              | Tableau |
| 66  | 26-08-2025 | US Open, Flushing Meadows                                   | G. Chelem | 90 000 000 $   | Dur (ext.)   |                        |                       | NC              | Tableau |
| 67  | 01-09-2025 | Montreux Nestlé Open, Montreux                              | WTA 125   | 115 000 $      | Terre (ext.) |                        |                       | NC              | Tableau |
| 68  | 01-09-2025 | Guadalajara 125 Open, Guadalajara                           | WTA 125   | 115 000 $      | Dur (ext.)   |                        |                       | NC              | Tableau |
| 69  | 01-09-2025 | Changsha Open, Changsha                                     | WTA 125   | 115 000 $      | Terre (ext.) |                        |                       | NC              | Tableau |
| 70  | 08-09-2025 | Guadalajara Open Akron, Guadalajara                         | WTA 500   | 1 064 510 $    | Dur (ext.)   |                        |                       | NC              | Tableau |
| 71  | 08-09-2025 | São Paulo Open, São Paulo                                   | WTA 250   | 275 094 $      | Dur (ext.)   |                        |                       | NC              | Tableau |
| 72  | 08-09-2025 | Zavarovalnica Sava Ljubljana, Ljubljana                     | WTA 125   | 115 000 $      | Terre (ext.) |                        |                       | NC              | Tableau |
| 73  | 08-09-2025 | Open Internacional de San Sebastian, Saint-Sébastien        | WTA 125   | 115 000 $      | Terre (ext.) |                        |                       | NC              | Tableau |
| 74  | 08-09-2025 | Huzhou Open, Huzhou                                         | WTA 125   | 115 000 $      | Terre (ext.) |                        |                       | NC              | Tableau |
| 75  | 15-09-2025 | Hana Bank Korea Open, Séoul                                 | WTA 500   | 1 064 510 $    | Dur (ext.)   |                        |                       | NC              | Tableau |
| 76  | 15-09-2025 | Tolentino Open, Tolentino                                   | WTA 125   | 115 000 $      | Terre (ext.) |                        |                       | NC              | Tableau |
| 77  | 15-09-2025 | Full Protein Caldas da Rainha Ladies Open, Caldas da Rainha | WTA 125   | 115 000 $      | Dur (ext.)   |                        |                       | NC              | Tableau |
| 78  | 22-09-2025 | Jingshan Open, Jingshan                                     | WTA 125   | 115 000 $      | Dur (ext.)   |                        |                       | NC              | Tableau |
| 79  | 24-09-2025 | China Open, Pékin                                           | WTA 1000  | 8 963 700 $    | Dur (ext.)   |                        |                       | NC              | Tableau |
| 80  | 29-09-2025 | Internazionali di Calabria, Rende                           | WTA 125   | 115 000 $      | Terre (ext.) |                        |                       | NC              | Tableau |
| 81  | 29-09-2025 | Suzhou WTA 125, Suzhou                                      | WTA 125   | 115 000 $      | Dur (ext.)   |                        |                       | NC              | Tableau |
| 82  | 29-09-2025 | Samsun Open, Samsun                                         | WTA 125   | 115 000 $      | Dur (ext.)   |                        |                       | NC              | Tableau |
| 83  | 06-10-2025 | Wuhan Open, Wuhan                                           | WTA 1000  | 3 654 963 $    | Dur (ext.)   |                        |                       | NC              | Tableau |
| 84  | 06-10-2025 | Mallorca Women's Tennis Championships, Calvià               | WTA 125   | 115 000 $      | Terre (ext.) |                        |                       | NC              | Tableau |
| 85  | 13-10-2025 | Ningbo Open, Ningbo                                         | WTA 500   | 1 064 510 $    | Dur (ext.)   |                        |                       | NC              | Tableau |
| 86  | 13-10-2025 | Kinoshita Group Japan Open, Osaka                           | WTA 250   | 275 094 $      | Dur (ext.)   |                        |                       | NC              | Tableau |
| 87  | 13-10-2025 | Abierto Tampico, Tampico                                    | WTA 125   | 115 000 $      | Dur (ext.)   |                        |                       | NC              | Tableau |
| 88  | 13-10-2025 | Jinan Open, Jinan                                           | WTA 125   | 115 000 $      | Dur (ext.)   |                        |                       | NC              | Tableau |
| 89  | 13-10-2025 | Rio Ladies Open, Rio de Janeiro                             | WTA 125   | 115 000 $      | Terre (ext.) |                        |                       | NC              | Tableau |
| 90  | 20-10-2025 | Toray Pan Pacific Open, Tokyo                               | WTA 500   | 1 064 510 $    | Dur (ext.)   |                        |                       | NC              | Tableau |
| 91  | 20-10-2025 | Guangzhou Open, Guangzhou                                   | WTA 250   | 275 094 $      | Dur (ext.)   |                        |                       | NC              | Tableau |
| 92  | 20-10-2025 | Internazionale Citta di Rovereto, Rovereto                  | WTA 125   | 115 000 $      | Dur (int.)   |                        |                       | NC              | Tableau |
| 93  | 20-10-2025 | MundoTenis Open, Florianopolis                              | WTA 125   | 115 000 $      | Terre (ext.) |                        |                       | NC              | Tableau |
| 94  | 20-10-2025 | Querétaro Open, Santiago de Querétaro                       | WTA 125   | 115 000 $      | Terre (ext.) |                        |                       | NC              | Tableau |
| 95  | 27-10-2025 | Hong Kong tennis Open, Hong Kong                            | WTA 250   | 275 094 $      | Dur (ext.)   |                        |                       | NC              | Tableau |
| 96  | 27-10-2025 | Jiangxi Open, Jiujiang                                      | WTA 250   | 275 094 $      | Dur (ext.)   |                        |                       | NC              | Tableau |
| 97  | 27-10-2025 | Chennai Open, Chennai                                       | WTA 250   | 275 094 $      | Dur (ext.)   |                        |                       | NC              | Tableau |
| 98  | 03-11-2025 | Cali Open, Cali                                             | WTA 125   | 115 000 $      | Terre (ext.) |                        |                       | NC              | Tableau |
| 99  | 01-11-2025 | WTA Finals Riyadh, Riyad                                    | Masters   | NC             | Dur (ext.)   |                        |                       | NC              | Tableau |
| 100 | 03-11-2025 | Austin WTA 125, Austin                                      | WTA 125   | 115 000 $      | Dur (ext.)   |                        |                       | NC              | Tableau |
| 101 | 03-11-2025 | LP Open by IND, Colina                                      | WTA 125   | 115 000 $      | Dur (ext.)   |                        |                       | NC              | Tableau |
| 102 | 24-11-2025 | IEB+ Argentina Open, Buenos Aires                           | WTA 125   | 115 000 $      | Terre (ext.) |                        |                       | NC              | Tableau |
| 103 | 01-12-2025 | Quito Open, Quito                                           | WTA 125   | 115 000 $      | Terre (ext.) |                        |                       | NC              | Tableau |
| 104 | 01-12-2025 | Open In Arte Angers Loire, Angers                           | WTA 125   | 115 000 $      | Dur (int.)   |                        |                       | NC              | Tableau |
| 105 | 08-12-2025 | Open BLS de Limoges, Limoges                                | WTA 125   | 115 000 $      | Dur (int.)   |                        |                       | NC              | Tableau |

### Double
| No  | Date       | Nom et lieu du tournoi                                     | Catégorie | Dotation       | Surface      | Vainqueures                          | Finalistes                             | Score               |         |
| --- | ---------- | ---------------------------------------------------------- | --------- | -------------- | ------------ | ------------------------------------ | -------------------------------------- | ------------------- | ------- |
| 1   | 30-12-2024 | Brisbane International by Evie Brisbane                    | WTA 500   | 1 119 133 $    | Dur (ext.)   | Mirra Andreeva Diana Shnaider        | Priscilla Hon Anna Kalinskaya          | 7-66, 7-5           | Tableau |
| 2   | 30-12-2024 | ASB Classic Auckland                                       | WTA 250   | 275 094 $      | Dur (ext.)   | Jiang Xinyu Wu Fang-hsien            | Aleksandra Krunić Sabrina Santamaria   | 6-3, 6-4            | Tableau |
| 3   | 30-12-2024 | Workday Canberra International Canberra                    | WTA 125   | 115 000 $      | Dur (ext.)   | Jaimee Fourlis Petra Hule            | Darja Semenistaja Nina Stojanović      | 7-5, 4-6, [10-6]    | Tableau |
| 4   | 06-01-2025 | Adélaïde International Adélaïde                            | WTA 500   | 1 064 510 $    | Dur (ext.)   | Guo Hanyu Alexandra Panova           | Beatriz Haddad Maia Laura Siegemund    | 7-5, 6-4            | Tableau |
| 5   | 06-01-2025 | Hobart international Hobart                                | WTA 250   | 275 094 $      | Dur (ext.)   | Jiang Xinyu Wu Fang-hsien            | Monica Niculescu Fanny Stollár         | 6-1, 7-66           | Tableau |
| 6   | 12-01-2025 | Australian Open Melbourne                                  | G. Chelem | 93 500 000 AU$ | Dur (ext.)   | Kateřina Siniaková Taylor Townsend   | Hsieh Su-wei Jeļena Ostapenko          | 6-2, 64-7, 6-3      | Tableau |
| 7   | 27-01-2025 | Upper Austria Ladies Linz Linz                             | WTA 500   | 1 064 510 $    | Dur (int.)   | Tímea Babos Luisa Stefani            | Lyudmyla Kichenok Nadiia Kichenok      | 3-6, 7-5, [10-4]    | Tableau |
| 8   | 27-01-2025 | Singapore Open Singapour                                   | WTA 250   | 275 094 $      | Dur (int.)   | Desirae Krawczyk Giuliana Olmos      | Wang Xinyu Zheng Saisai                | 7-5, 6-0            | Tableau |
| 9   | 03-02-2025 | Mubadala Abu Dhabi Open Abou Dabi                          | WTA 500   | 1 064 510 $    | Dur (ext.)   | Jeļena Ostapenko Ellen Perez         | Kristina Mladenovic Zhang Shuai        | 6-2, 6-1            | Tableau |
| 10  | 03-02-2025 | Transylvania Open Cluj-Napoca                              | WTA 250   | 275 094 $      | Dur (int.)   | Magali Kempen Anna Sisková           | Jaqueline Cristian Angelica Moratelli  | 6-3, 6-1            | Tableau |
| 11  | 03-02-2025 | L&T Mumbai Open Bombay                                     | WTA 125   | 115 000 $      | Dur (ext.)   | Amina Anshba Elena Pridankina        | Arianne Hartono Prarthana Thombare     | 7-64, 2-6, [10-7]   | Tableau |
| 12  | 10-02-2025 | Qatar TotalEnergies Open 2025 Doha                         | WTA 1000  | 3 654 963 $    | Dur (ext.)   | Sara Errani Jasmine Paolini          | Jiang Xinyu Wu Fang-hsien              | 7-5, 7-610          | Tableau |
| 13  | 10-02-2025 | Cancún Open Cancún                                         | WTA 125   | 115 000 $      | Dur (ext.)   | Maya Joint Taylah Preston            | Aliona Bolsova Y. Cavallé Reimers      | 6-4, 6-3            | Tableau |
| 14  | 17-02-2025 | Dubaï Duty Free Tennis Championships Dubaï                 | WTA 1000  | 3 654 963 $    | Dur (ext.)   | Kateřina Siniaková Taylor Townsend   | Hsieh Su-wei Jeļena Ostapenko          | 7-65, 6-4           | Tableau |
| 15  | 24-02-2025 | Mérida Open Akron Mérida                                   | WTA 500   | 1 064 610 $    | Dur (ext.)   | Katarzyna Piter Mayar Sherif         | Anna Danilina Irina Khromacheva        | 7-62, 7-5           | Tableau |
| 16  | 24-02-2025 | ATX Open Austin                                            | WTA 250   | 275 094 $      | Dur (ext.)   | Anna Blinkova Yuan Yue               | McCartney Kessler Zhang Shuai          | 3-6, 6-1, [10-4]    | Tableau |
| 17  | 05-03-2025 | BNP Paribas Open Indian Wells                              | WTA 1000  | 8 963 700 $    | Dur (ext.)   | Asia Muhammad Demi Schuurs           | Tereza Mihalíková Olivia Nicholls      | 6-2, 7-64           | Tableau |
| 18  | 17-03-2025 | Megasaray Hotels Open 1 Antalya                            | WTA 125   | 115 000 $      | Terre (ext.) | Maja Chwalińska Anastasia Dețiuc     | Jesika Malečková Miriam Škoch          | 4-6, 6-3, [10-2]    | Tableau |
| 19  | 18-03-2025 | Miami Open presented by Itaú Miami                         | WTA 1000  | 8 963 700 $    | Dur (ext.)   | Mirra Andreeva Diana Shnaider        | Cristina Bucșa Miyu Kato               | 6-3, 65-7, [10-2]   | Tableau |
| 20  | 24-03-2025 | Puerto Vallarta Open Puerto Vallarta                       | WTA 125   | 115 000 $      | Dur (ext.)   | Hanna Chang Christina McHale         | Maya Joint Ena Shibahara               | 2-6, 6-2, [10-7]    | Tableau |
| 21  | 24-03-2025 | Megasaray Hotels Open 2 Antalya                            | WTA 125   | 115 000 $      | Terre (ext.) | María Carlé Simona Waltert           | Maja Chwalińska Anastasia Dețiuc       | 3-6, 7-5, [10-3]    | Tableau |
| 22  | 31-03-2025 | Credit One Charleston Open Charleston                      | WTA 500   | 1 064 510 $    | Terre (ext.) | Jeļena Ostapenko Erin Routliffe      | Caroline Dolehide Desirae Krawczyk     | 6-4, 6-2            | Tableau |
| 23  | 31-03-2025 | Copa Colsanitas Zurich Bogota                              | WTA 250   | 275 094 $      | Terre (ext.) | Cristina Bucșa Sara Sorribes Tormo   | Irina Maria Bara Laura Pigossi         | 5-7, 6-2, [10-5]    | Tableau |
| 24  | 31-03-2025 | Open Internacional Femeni Solgironès La Bisbal d'Empordà   | WTA 125   | 115 000 $      | Terre (ext.) | Magali Kempen Anna Sisková           | Darja Semeņistaja Nina Stojanović      | 7-61, 6-1           | Tableau |
| 25  | 31-03-2025 | Megasaray Hotels Open 3 Antalya                            | WTA 125   | 115 000 $      | Terre (ext.) | Anna Bondár Simona Waltert           | Alicia Barnett Elixane Lechemia        | 7-5, 2-6, [10-6]    | Tableau |
| 26  | 14-04-2025 | Porsche Tennis Grand Prix Stuttgart                        | WTA 500   | 1 064 510 $    | Terre (int.) | Gabriela Dabrowski Erin Routliffe    | Ekaterina Alexandrova Zhang Shuai      | 6-3, 6-3            | Tableau |
| 27  | 14-04-2025 | Open de Rouen Capfinances Rouen                            | WTA 250   | 275 094 $      | Terre (int.) | Aleksandra Krunić Sabrina Santamaria | Irina Khromacheva Linda Nosková        | 6-0, 6-4            | Tableau |
| 28  | 14-04-2025 | Oeiras Ladies Open Oeiras                                  | WTA 125   | 115 000 $      | Terre (ext.) | Francisca Jorge Matilde Jorge        | Anastasia Dețiuc Patricia Maria Țig    | 6-1, 6-2            | Tableau |
| 29  | 22-04-2025 | Mutua Madrid Open Madrid                                   | WTA 1000  | 8 963 700 $    | Terre (ext.) | Sorana Cîrstea Anna Kalinskaya       | Veronika Kudermetova Elise Mertens     | 610-7, 6-2, [12-10] | Tableau |
| 30  | 28-04-2025 | Open 35 de Saint-Malo Saint-Malo                           | WTA 125   | 115 000 $      | Terre (ext.) | Maia Lumsden Makoto Ninomiya         | Oksana Kalashnikova Angelica Moratelli | 7-5, 6-2            | Tableau |
| 31  | 28-04-2025 | Catalonia Open WTA 125 Vic                                 | WTA 125   | 115 000 $      | Terre (ext.) | Bianca Andreescu Aldila Sutjiadi     | Leylah Fernandez Lulu Sun              | 6-2, 6-4            | Tableau |
| 32  | 06-05-2025 | Internazionali BNL d'Italia Rome                           | WTA 1000  | 6 911 032 $    | Terre (ext.) | Sara Errani Jasmine Paolini          | Veronika Kudermetova Elise Mertens     | 6-4, 7-5            | Tableau |
| 33  | 12-05-2025 | Parma Ladies Open Parme                                    | WTA 125   | 115 000 $      | Terre (ext.) | Jesika Malečková Miriam Škoch        | Sabrina Santamaria Tang Qianhui        | 6-2, 6-0            | Tableau |
| 34  | 12-05-2025 | Trophée Clarins Paris                                      | WTA 125   | 115 000 $      | Terre (ext.) | Irina Khromacheva Fanny Stollár      | Tereza Mihalíková Olivia Nicholls      | 4-6, 7-65, [10-5]   | Tableau |
| 35  | 18-05-2025 | Internationaux de Strasbourg Strasbourg                    | WTA 500   | 1 064 510 $    | Terre (ext.) | Tímea Babos Luisa Stefani            | Guo Hanyu N. Melichar-Martinez         | 6-3, 64-7, [10-7]   | Tableau |
| 36  | 18-05-2025 | Grand Prix SAR La Princesse Lalla Meryem Rabat             | WTA 250   | 275 094 $      | Terre (ext.) | Maya Joint Oksana Kalashnikova       | Angelica Moratelli Camilla Rosatello   | 6-3, 7-5            | Tableau |
| 37  | 27-05-2025 | Roland-Garros Paris                                        | G. Chelem | 56 352 000 €   | Terre (ext.) | Sara Errani Jasmine Paolini          | Anna Danilina Aleksandra Krunić        | 6-4, 2-6, 6-1       | Tableau |
| 38  | 02-06-2025 | Lexus Birmingham Open Birmingham                           | WTA 125   | 115 000 $      | Gazon (ext.) | Destanee Aiava Cristina Bucșa        | Alicia Barnett Elixane Lechemia        | 6-4, 6-2            | Tableau |
| 39  | 02-06-2025 | Open delle Puglie Bari                                     | WTA 125   | 115 000 $      | Terre (ext.) | Maria Kozyreva Iryna Shymanovich     | Quinn Gleason Ingrid Gamarra Martins   | 3-6, 6-4, [10-7]    | Tableau |
| 40  | 02-06-2025 | Makarska Open Makarska                                     | WTA 125   | 115 000 $      | Terre (ext.) | Jesika Malečková Miriam Škoch        | Oksana Kalashnikova Elena Pridankina   | 2-6, 6-3, [10-4]    | Tableau |
| 41  | 09-06-2025 | The HSBC Championships Londres                             | WTA 500   | 1 064 510 $    | Gazon (ext.) | Asia Muhammad Demi Schuurs           | Anna Danilina Diana Shnaider           | 7-5, 63-7, [10-4]   | Tableau |
| 42  | 09-06-2025 | Libema Open Bois-le-Duc                                    | WTA 250   | 275 094 $      | Gazon (ext.) | Irina Khromacheva Fanny Stollár      | Nicole Melichar Liudmila Samsonova     | 7-5, 6-3            | Tableau |
| 43  | 09-06-2025 | Lexus Ilkley Open Ilkley                                   | WTA 125   | 115 000 $      | Gazon (ext.) | Isabelle Haverlag Simona Waltert     | Vitalia Diatchenko Eden Silva          | 6-1, 6-1            | Tableau |
| 44  | 09-06-2025 | Citta' di Grado Tennis Cup Grado                           | WTA 125   | 115 000 $      | Terre (ext.) | Quinn Gleason Ingrid Gamarra Martins | Veronika Erjavec Dominika Šalková      | 6-2, 5-7, [10-5]    | Tableau |
| 45  | 09-06-2025 | BBVA Open Internacional de Valencia Valence                | WTA 125   | 115 000 $      | Terre (ext.) | Maria Kozyreva Iryna Shymanovich     | Y. Cavallé Reimers A. Fita Boluda      | 6-3, 6-4            | Tableau |
| 46  | 16-06-2025 | Berlin Tennis Open Berlin                                  | WTA 500   | 1 064 510 $    | Gazon (ext.) | Tereza Mihalíková Olivia Nicholls    | Sara Errani Jasmine Paolini            | 4-6, 6-2, [10-6]    | Tableau |
| 47  | 16-06-2025 | Lexus Nottingham Open Nottingham                           | WTA 250   | 275 094 $      | Gazon (ext.) | Beatriz Haddad Maia Laura Siegemund  | Anna Danilina Ena Shibahara            | 6-3, 6-2            | Tableau |
| 48  | 23-06-2025 | Bad Homburg Open by Solarwatt Bad Homburg                  | WTA 500   | 1 064 510 $    | Gazon (ext.) | Guo Hanyu Alexandra Panova           | Lyudmyla Kichenok Ellen Perez          | 4-6, 7-64, [10-5]   | Tableau |
| 49  | 23-06-2025 | Lexus Eastbourne Open Eastbourne                           | WTA 250   | 275 094 $      | Gazon (ext.) | Marie Bouzková Anna Danilina         | Hsieh Su-wei Maya Joint                | 6-4, 7-5            | Tableau |
| 50  | 30-06-2025 | The Championships Wimbledon                                | G. Chelem | 53 500 000 £   | Gazon (ext.) | Veronika Kudermetova Elise Mertens   | Hsieh Su-wei Jeļena Ostapenko          | 3-6, 6-2, 6-4       | Tableau |
| 51  | 07-07-2025 | Hall of Fame Open Newport                                  | WTA 125   | 115 000 $      | Gazon (ext.) | Carmen Corley Ivana Corley           | Arianne Hartono Prarthana Thombare     | 7-64, 6-3           | Tableau |
| 52  | 07-07-2025 | Nordea Open Båstad                                         | WTA 125   | 115 000 $      | Terre (ext.) | Jesika Malečková Miriam Škoch        | I. Burillo Escorihuela Berfu Cengiz    | 6-4, 6-3            | Tableau |
| 53  | 07-07-2025 | Grand Est Open 88 Contrexéville                            | WTA 125   | 115 000 $      | Terre (ext.) | Quinn Gleason Ingrid Gamarra Martins | Emily Appleton Isabelle Haverlag       | 6-1, 7-64           | Tableau |
| 54  | 14-07-2025 | UniCredit Iași Open Iași                                   | WTA 250   | 275 094 $      | Terre (ext.) | Veronika Erjavec Panna Udvardy       | María Carlé Simona Waltert             | 7-5, 6-3            | Tableau |
| 55  | 14-07-2025 | MSC Hamburg Ladies Open Hambourg                           | WTA 250   | 275 094 $      | Terre (ext.) | Nadiia Kichenok Makoto Ninomiya      | Anna Bondár Arantxa Rus                | 6-4, 3-6, [11-9]    | Tableau |
| 56  | 14-07-2025 | ATV Bancomat Tennis Open Rome                              | WTA 125   | 115 000 $      | Terre (ext.) | Cho I-hsuan Cho Yi-tsen              | Ekaterine Gorgodze Darja Semeņistaja   | 4-6, 6-4, [10-6]    | Tableau |
| 57  | 14-07-2025 | Eupago Porto Open Porto                                    | WTA 125   | 115 000 $      | Dur (ext.)   | Carmen Corley Ivana Corley           | Liang En-shuo Peangtarn Plipuech       | 6-3, 6-1            | Tableau |
| 58  | 21-07-2025 | Mudabala Citi DC Open Washington                           | WTA 500   | 1 282 951 $    | Dur (ext.)   | Taylor Townsend Zhang Shuai          | Caroline Dolehide Sofia Kenin          | 6-1, 6-1            | Tableau |
| 59  | 21-07-2025 | Livesport Prague Open 2025 Prague                          | WTA 250   | 275 094 $      | Dur (ext.)   | Nadiia Kichenok Makoto Ninomiya      | Lucie Havlíčková Laura Samson          | 1-6, 6-4, [10-7]    | Tableau |
| 60  | 21-07-2025 | Palermo Ladies Open Palerme                                | WTA 125   | 115 000 $      | Terre (ext.) | Estelle Cascino Feng Shuo            | Momoko Kobori Ayano Shimizu            | 6-2, 62-7, [10-7]   | Tableau |
| 61  | 27-07-2025 | Omnium Banque Nationale par Rogers Montréal                | WTA 1000  | 5 152 599 $    | Dur (ext.)   | Coco Gauff McCartney Kessler         | Taylor Townsend Zhang Shuai            | 6-4, 1-6, [13-11]   | Tableau |
| 62  | 28-07-2025 | T-Mobile Polish Open Varsovie                              | WTA 125   | 115 000 $      | Dur (ext.)   | Weronika Falkowska Dominika Šalková  | Isabelle Haverlag Martyna Kubka        | 6-2, 6-1            | Tableau |
| 63  | 07-08-2025 | Cincinnati Open Cincinnati                                 | WTA 1000  | 5 152 599 $    | Dur (ext.)   | Gabriela Dabrowski Erin Routliffe    | Guo Hanyu Alexandra Panova             | 6-4, 6-3            | Tableau |
| 64  | 18-08-2025 | Abierto GNP Seguros Monterrey                              | WTA 500   | 1 064 510 $    | Dur (ext.)   |                                      |                                        | NC                  | Tableau |
| 65  | 18-08-2025 | Tennis in the Land powered by Rocket Cleveland             | WTA 250   | 275 094 $      | Dur (ext.)   |                                      |                                        | NC                  | Tableau |
| 66  | 26-08-2025 | US Open Flushing Meadows                                   | G. Chelem | 90 000 000 $   | Dur (ext.)   |                                      |                                        | NC                  | Tableau |
| 67  | 01-09-2025 | Montreux Nestlé Open Montreux                              | WTA 125   | 115 000 $      | Terre (ext.) |                                      |                                        | NC                  | Tableau |
| 68  | 01-09-2025 | Guadalajara 125 Open Guadalajara                           | WTA 125   | 115 000 $      | Dur (ext.)   |                                      |                                        | NC                  | Tableau |
| 69  | 01-09-2025 | Changsha Open Changsha                                     | WTA 125   | 115 000 $      | Terre (ext.) |                                      |                                        | NC                  | Tableau |
| 70  | 08-09-2025 | Guadalajara Open Akron Guadalajara                         | WTA 500   | 1 064 510 $    | Dur (ext.)   |                                      |                                        | NC                  | Tableau |
| 71  | 08-09-2025 | São Paulo Open São Paulo                                   | WTA 250   | 275 094 $      | Dur (ext.)   |                                      |                                        | NC                  | Tableau |
| 72  | 08-09-2025 | Zavarovalnica Sava Ljubljana Ljubljana                     | WTA 125   | 115 000 $      | Terre (ext.) |                                      |                                        | NC                  | Tableau |
| 73  | 08-09-2025 | Open Internacional de San Sebastian Saint-Sébastien        | WTA 125   | 115 000 $      | Terre (ext.) |                                      |                                        | NC                  | Tableau |
| 74  | 08-09-2025 | Huzhou Open Huzhou                                         | WTA 125   | 115 000 $      | Terre (ext.) |                                      |                                        | NC                  | Tableau |
| 75  | 15-09-2025 | Hana Bank Korea Open Séoul                                 | WTA 500   | 1 064 510 $    | Dur (ext.)   |                                      |                                        | NC                  | Tableau |
| 76  | 15-09-2025 | Tolentino Open Tolentino                                   | WTA 125   | 115 000 $      | Terre (ext.) |                                      |                                        | NC                  | Tableau |
| 77  | 15-09-2025 | Full Protein Caldas da Rainha Ladies Open Caldas da Rainha | WTA 125   | 115 000 $      | Dur (ext.)   |                                      |                                        | NC                  | Tableau |
| 78  | 22-09-2025 | Jingshan Open Jingshan                                     | WTA 125   | 115 000 $      | Dur (ext.)   |                                      |                                        | NC                  | Tableau |
| 79  | 24-09-2025 | China Open Pékin                                           | WTA 1000  | 8 963 700 $    | Dur (ext.)   |                                      |                                        | NC                  | Tableau |
| 80  | 29-09-2025 | Internazionali di Calabria Rende                           | WTA 125   | 115 000 $      | Terre (ext.) |                                      |                                        | NC                  | Tableau |
| 81  | 29-09-2025 | Suzhou WTA 125 Suzhou                                      | WTA 125   | 115 000 $      | Dur (ext.)   |                                      |                                        | NC                  | Tableau |
| 82  | 29-09-2025 | Samsun Open Samsun                                         | WTA 125   | 115 000 $      | Dur (ext.)   |                                      |                                        | NC                  | Tableau |
| 83  | 06-10-2025 | Wuhan Open Wuhan                                           | WTA 1000  | 3 654 963 $    | Dur (ext.)   |                                      |                                        | NC                  | Tableau |
| 84  | 06-10-2025 | Mallorca Women's Tennis Championships Calvià               | WTA 125   | 115 000 $      | Terre (ext.) |                                      |                                        | NC                  | Tableau |
| 85  | 13-10-2025 | Ningbo Open Ningbo                                         | WTA 500   | 1 064 510 $    | Dur (ext.)   |                                      |                                        | NC                  | Tableau |
| 86  | 13-10-2025 | Kinoshita Group Japan Open Osaka                           | WTA 250   | 275 094 $      | Dur (ext.)   |                                      |                                        | NC                  | Tableau |
| 87  | 13-10-2025 | Abierto Tampico Tampico                                    | WTA 125   | 115 000 $      | Dur (ext.)   |                                      |                                        | NC                  | Tableau |
| 88  | 13-10-2025 | Jinan Open Jinan                                           | WTA 125   | 115 000 $      | Dur (ext.)   |                                      |                                        | NC                  | Tableau |
| 89  | 13-10-2025 | Rio Ladies Open Rio de Janeiro                             | WTA 125   | 115 000 $      | Terre (ext.) |                                      |                                        | NC                  | Tableau |
| 90  | 20-10-2025 | Toray Pan Pacific Open Tokyo                               | WTA 500   | 1 064 510 $    | Dur (ext.)   |                                      |                                        | NC                  | Tableau |
| 91  | 20-10-2025 | Guangzhou Open Guangzhou                                   | WTA 250   | 275 094 $      | Dur (ext.)   |                                      |                                        | NC                  | Tableau |
| 92  | 20-10-2025 | Internazionale Citta di Rovereto Rovereto                  | WTA 125   | 115 000 $      | Dur (int.)   |                                      |                                        | NC                  | Tableau |
| 93  | 20-10-2025 | MundoTenis Open Florianopolis                              | WTA 125   | 115 000 $      | Terre (ext.) |                                      |                                        | NC                  | Tableau |
| 94  | 20-10-2025 | Querétaro Open Santiago de Querétaro                       | WTA 125   | 115 000 $      | Terre (ext.) |                                      |                                        | NC                  | Tableau |
| 95  | 27-10-2025 | Hong Kong tennis Open Hong Kong                            | WTA 250   | 275 094 $      | Dur (ext.)   |                                      |                                        | NC                  | Tableau |
| 96  | 27-10-2025 | Jiangxi Open Jiujiang                                      | WTA 250   | 275 094 $      | Dur (ext.)   |                                      |                                        | NC                  | Tableau |
| 97  | 27-10-2025 | Chennai Open Chennai                                       | WTA 250   | 275 094 $      | Dur (ext.)   |                                      |                                        | NC                  | Tableau |
| 98  | 03-11-2025 | Cali Open Cali                                             | WTA 125   | 115 000 $      | Terre (ext.) |                                      |                                        | NC                  | Tableau |
| 99  | 01-11-2025 | WTA Finals Riyadh Riyad                                    | Masters   | NC             | Dur (ext.)   |                                      |                                        | NC                  | Tableau |
| 100 | 03-11-2025 | Austin WTA 125 Austin                                      | WTA 125   | 115 000 $      | Dur (ext.)   |                                      |                                        | NC                  | Tableau |
| 101 | 03-11-2025 | LP Open by IND Colina                                      | WTA 125   | 115 000 $      | Dur (ext.)   |                                      |                                        | NC                  | Tableau |
| 102 | 24-11-2025 | IEB+ Argentina Open Buenos Aires                           | WTA 125   | 115 000 $      | Terre (ext.) |                                      |                                        | NC                  | Tableau |
| 103 | 01-12-2025 | Quito Open Quito                                           | WTA 125   | 115 000 $      | Terre (ext.) |                                      |                                        | NC                  | Tableau |
| 104 | 01-12-2025 | Open In Arte Angers Loire Angers                           | WTA 125   | 115 000 $      | Dur (int.)   |                                      |                                        | NC                  | Tableau |
| 105 | 08-12-2025 | Open BLS de Limoges Limoges                                | WTA 125   | 115 000 $      | Dur (int.)   |                                      |                                        | NC                  | Tableau |

### Double mixte
| No | Date       | Nom et lieu du tournoi      | Catégorie | Dotation       | Surface      | Vainqueures                    | Finalistes                          | Score            |         |
| -- | ---------- | --------------------------- | --------- | -------------- | ------------ | ------------------------------ | ----------------------------------- | ---------------- | ------- |
| 1  | 15-01-2025 | Australian Open Melbourne   | G. Chelem | 96 500 000 AU$ | Dur (ext.)   | Olivia Gadecki John Peers      | Kimberly Birrell John-Patrick Smith | 3-6, 6-4, [10-6] | Tableau |
| 2  | 27-05-2025 | Roland-Garros Paris         | G. Chelem | 56 352 000 €   | Terre (ext.) | Sara Errani Andrea Vavassori   | Taylor Townsend Evan King           | 6-4, 6-2         | Tableau |
| 3  | 01-07-2025 | The Championships Wimbledon | G. Chelem | 53 500 000 £   | Gazon (ext.) | Kateřina Siniaková Sem Verbeek | Luisa Stefani Joe Salisbury         | 7-63, 7-63       | Tableau |
| 4  | 26-08-2025 | US Open Flushing Meadows    | G. Chelem | 90 000 000 $   | Dur (ext.)   |                                |                                     | NC               | Tableau |

## Coupe Billie Jean King
La phase de groupes débute le 7 avril 2025 et la phase finale se déroule du 16 au 21 septembre 2025 à Shenzhen.

## Informations statistiques

### En simple
Mis à jour le 19/08/2025 après après Montréal, Varsovie et Cincinnati.

#### Joueuses titrées
| Joueuse                | Nombre | Titres                          | GC | MS | 1000 | 500 | 250 | 125 |
| ---------------------- | ------ | ------------------------------- | -- | -- | ---- | --- | --- | --- |
| Aryna Sabalenka        | 3      | Brisbane, Miami, Madrid         |    |    | 2    | 1   |     |     |
| Jessica Pegula         | 3      | Austin, Charleston, Bad Homburg |    |    |      | 2   | 1   |     |
| Iga Świątek            | 2      | Wimbledon, Cincinnati           | 1  |    | 1    |     |     |     |
| Madison Keys           | 2      | Adélaïde, Open d'Australie      | 1  |    |      | 1   |     |     |
| Mirra Andreeva         | 2      | Dubaï, Indian Wells             |    |    | 2    |     |     |     |
| Maya Joint             | 2      | Rabat, Eastbourne               |    |    |      |     | 2   |     |
| McCartney Kessler      | 2      | Hobart, Nottingham              |    |    |      |     | 2   |     |
| Elise Mertens          | 2      | Singapour, Bois-le-Duc          |    |    |      |     | 2   |     |
| Dalma Gálfi            | 2      | Oeiras, Vic                     |    |    |      |     |     | 2   |
| Francesca Jones        | 2      | Contrexéville, Palerme          |    |    |      |     |     | 2   |
| Anca Todoni            | 2      | Antalya 1, Bari                 |    |    |      |     |     | 2   |
| Tereza Valentová       | 2      | Grado, Porto                    |    |    |      |     |     | 2   |
| Coco Gauff             | 1      | Roland-Garros                   | 1  |    |      |     |     |     |
| Amanda Anisimova       | 1      | Doha                            |    |    | 1    |     |     |     |
| Victoria Mboko         | 1      | Montréal                        |    |    | 1    |     |     |     |
| Jasmine Paolini        | 1      | Rome                            |    |    | 1    |     |     |     |
| Ekaterina Alexandrova  | 1      | Linz                            |    |    |      | 1   |     |     |
| Belinda Bencic         | 1      | Abou Dabi                       |    |    |      | 1   |     |     |
| Leylah Fernandez       | 1      | Washington                      |    |    |      | 1   |     |     |
| Tatjana Maria          | 1      | Queen's                         |    |    |      | 1   |     |     |
| Emma Navarro           | 1      | Mérida                          |    |    |      | 1   |     |     |
| Jeļena Ostapenko       | 1      | Stuttgart                       |    |    |      | 1   |     |     |
| Elena Rybakina         | 1      | Strasbourg                      |    |    |      | 1   |     |     |
| Markéta Vondroušová    | 1      | Berlin                          |    |    |      | 1   |     |     |
| Irina-Camelia Begu     | 1      | Iași                            |    |    |      |     | 1   |     |
| Loïs Boisson           | 1      | Hambourg                        |    |    |      |     | 1   |     |
| Marie Bouzková         | 1      | Prague                          |    |    |      |     | 1   |     |
| Camila Osorio          | 1      | Bogota                          |    |    |      |     | 1   |     |
| Anastasia Potapova     | 1      | Cluj                            |    |    |      |     | 1   |     |
| Elina Svitolina        | 1      | Rouen                           |    |    |      |     | 1   |     |
| Clara Tauson           | 1      | Auckland                        |    |    |      |     | 1   |     |
| Emiliana Arango        | 1      | Cancún                          |    |    |      |     |     | 1   |
| Sára Bejlek            | 1      | Makarska                        |    |    |      |     |     | 1   |
| Katie Boulter          | 1      | Paris Racing                    |    |    |      |     |     | 1   |
| Elisabetta Cocciaretto | 1      | Båstad                          |    |    |      |     |     | 1   |
| Jaqueline Cristian     | 1      | Puerto Vallarta                 |    |    |      |     |     | 1   |
| Olga Danilović         | 1      | Antalya 2                       |    |    |      |     |     | 1   |
| Aoi Ito                | 1      | Canberra                        |    |    |      |     |     | 1   |
| Iva Jovic              | 1      | Ilkley                          |    |    |      |     |     | 1   |
| Petra Marčinko         | 1      | Antico Tiro a Volo              |    |    |      |     |     | 1   |
| Caty McNally           | 1      | Newport                         |    |    |      |     |     | 1   |
| Greet Minnen           | 1      | Birmingham                      |    |    |      |     |     | 1   |
| Naomi Osaka            | 1      | Saint-Malo                      |    |    |      |     |     | 1   |
| Nuria Párrizas Díaz    | 1      | Valence                         |    |    |      |     |     | 1   |
| Darja Semenistaja      | 1      | La Bisbal                       |    |    |      |     |     | 1   |
| Mayar Sherif           | 1      | Parme                           |    |    |      |     |     | 1   |
| Solana Sierra          | 1      | Antalya 3                       |    |    |      |     |     | 1   |
| Kateřina Siniaková     | 1      | Varsovie                        |    |    |      |     |     | 1   |
| Jil Teichmann          | 1      | Bombay                          |    |    |      |     |     | 1   |
| Total                  | 63     |                                 | 3  | 0  | 8    | 12  | 14  | 26  |

#### Premiers titres en carrière
| Joueuse                                          | Début de carrière | Premier titre |
| ------------------------------------------------ | ----------------- | ------------- |
| Emiliana Arango                                  | 2018              | Cancún        |
| Dalma Gálfi                                      | 2014              | Oeiras        |
| Aoi Ito                                          | 2022              | Canberra      |
| Francesca Jones                                  | 2016              | Contrexéville |
| Iva Jovic                                        | 2024              | Ilkley        |
| Victoria Mboko                                   | 2022              | Montréal      |
| Greet Minnen*                                    | 2015              | Birmingham    |
| Solana Sierra                                    | 2022              | Antalya 3     |
| * Joueuse ayant déjà remporté un titre en double |                   |               |

#### Titres par surface et par nation
| Pays        | Total | Nombre par surface | Nombre par surface | Nombre par surface | Titre(s) |
| Pays        | Total | Dur                | Terre              | Gazon              | Titre(s) |
| ----------- | ----- | ------------------ | ------------------ | ------------------ | --- |
| États-Unis  | 12    | 6                  | 2                  | 4                  | Adélaïde, Hobart, Open d'Australie, Doha, Mérida, Austin, Charleston, Roland-Garros, Ilkley, Nottingham, Bad Homburg, Newport |
| Tchéquie    | 6     | 3                  | 2                  | 1                  | Makarska, Grado, Berlin, Porto, Prague, Varsovie                                                                              |
| Roumanie    | 4     | 1                  | 3                  |                    | Antalya 1, Puerto Vallarta, Bari, Iași                                                                                        |
| Russie      | 4     | 4                  |                    |                    | Linz, Cluj, Dubaï, Indian Wells                                                                                               |
| Belgique    | 3     | 1                  |                    | 2                  | Singapour, Birmingham, Bois-le-Duc                                                                                            |
| Royaume-Uni | 3     |                    | 3                  |                    | Paris Racing, Contrexéville, Palerme                                                                                          |
| Biélorussie | 3     | 2                  | 1                  |                    | Brisbane, Miami, Madrid |
| Australie   | 2     |                    | 1                  | 1                  | Rabat, Eastbourne |
| Canada      | 2     | 2                  |                    |                    | Washington, Montréal |
| Colombie    | 2     | 1                  | 1                  |                    | Cancún, Bogota |
| Hongrie     | 2     |                    | 2                  |                    | Oeiras, Vic |
| Italie      | 2     |                    | 2                  |                    | Rome, Båstad |
| Japon       | 2     | 1                  | 1                  |                    | Canberra, Saint-Malo |
| Lettonie    | 2     |                    | 2                  |                    | La Bisbal, Stuttgart |
| Pologne     | 2     | 1                  |                    | 1                  | Wimbledon, Cincinnati |
| Suisse      | 2     | 2                  |                    |                    | Abou Dabi, Bombay |
| Allemagne   | 1     |                    |                    | 1                  | Queen's |
| Argentine   | 1     |                    | 1                  |                    | Antalya 3 |
| Croatie     | 1     |                    | 1                  |                    | Antico Tiro a Volo |
| Danemark    | 1     | 1                  |                    |                    | Auckland |
| Égypte      | 1     |                    | 1                  |                    | Parme |
| Espagne     | 1     |                    | 1                  |                    | Valence |
| France      | 1     |                    | 1                  |                    | Hambourg |
| Kazakhstan  | 1     |                    | 1                  |                    | Strasbourg |
| Serbie      | 1     |                    | 1                  |                    | Antalya 2 |
| Ukraine     | 1     |                    | 1                  |                    | Rouen |
| Total       | 63    | 24                 | 28                 | 11                 | |

### En double
Mis à jour le 19/08/2025 après après Montréal, Varsovie et Cincinnati.

#### Joueuses titrées
| Joueuse                | Nombre | Titres                              | GC | MS | 1000 | 500 | 250 | 125 |
| ---------------------- | ------ | ----------------------------------- | -- | -- | ---- | --- | --- | --- |
| Sara Errani            | 3      | Doha, Rome, Roland-Garros           | 1  |    | 2    |     |     |     |
| Jasmine Paolini        | 3      | Doha, Rome, Roland-Garros           | 1  |    | 2    |     |     |     |
| Taylor Townsend        | 3      | Open d'Australie, Dubaï, Washington | 1  |    | 1    | 1   |     |     |
| Erin Routliffe         | 3      | Charleston, Stuttgart, Cincinnati   |    |    | 1    | 2   |     |     |
| Makoto Ninomiya        | 3      | Saint-Malo, Hambourg, Prague        |    |    |      |     | 2   | 1   |
| Jesika Malečková       | 3      | Parme, Makarska, Båstad             |    |    |      |     |     | 3   |
| Miriam Škoch           | 3      | Parme, Makarska, Båstad             |    |    |      |     |     | 3   |
| Simona Waltert         | 3      | Antalya 2, Antalya 3, Ilkley        |    |    |      |     |     | 3   |
| Kateřina Siniaková     | 2      | Open d'Australie, Dubaï             | 1  |    | 1    |     |     |     |
| Mirra Andreeva         | 2      | Brisbane, Miami                     |    |    | 1    | 1   |     |     |
| Gabriela Dabrowski     | 2      | Stuttgart, Cincinnati               |    |    | 1    | 1   |     |     |
| Asia Muhammad          | 2      | Indian Wells, Queen's               |    |    | 1    | 1   |     |     |
| Demi Schuurs           | 2      | Indian Wells, Queen's               |    |    | 1    | 1   |     |     |
| Diana Shnaider         | 2      | Brisbane, Miami                     |    |    | 1    | 1   |     |     |
| Tímea Babos            | 2      | Linz, Strasbourg                    |    |    |      | 2   |     |     |
| Guo Hanyu              | 2      | Adélaïde, Bad Homburg               |    |    |      | 2   |     |     |
| Jeļena Ostapenko       | 2      | Abou Dabi, Charleston               |    |    |      | 2   |     |     |
| Alexandra Panova       | 2      | Adélaïde, Bad Homburg               |    |    |      | 2   |     |     |
| Luisa Stefani          | 2      | Linz, Strasbourg                    |    |    |      | 2   |     |     |
| Jiang Xinyu            | 2      | Auckland, Hobart                    |    |    |      |     | 2   |     |
| Nadiia Kichenok        | 2      | Hambourg, Prague                    |    |    |      |     | 2   |     |
| Wu Fang-hsien          | 2      | Auckland, Hobart                    |    |    |      |     | 2   |     |
| Cristina Bucșa         | 2      | Bogota, Birmingham                  |    |    |      |     | 1   | 1   |
| Maya Joint             | 2      | Cancún, Rabat                       |    |    |      |     | 1   | 1   |
| Magali Kempen          | 2      | Cluj, La Bisbal                     |    |    |      |     | 1   | 1   |
| Irina Khromacheva      | 2      | Paris Racing, Bois-le-Duc           |    |    |      |     | 1   | 1   |
| Anna Sisková           | 2      | Cluj, La Bisbal                     |    |    |      |     | 1   | 1   |
| Fanny Stollár          | 2      | Paris Racing, Bois-le-Duc           |    |    |      |     | 1   | 1   |
| Carmen Corley          | 2      | Newport, Porto                      |    |    |      |     |     | 2   |
| Ivana Corley           | 2      | Newport, Porto                      |    |    |      |     |     | 2   |
| Ingrid Gamarra Martins | 2      | Grado, Contrexéville                |    |    |      |     |     | 2   |
| Quinn Gleason          | 2      | Grado, Contrexéville                |    |    |      |     |     | 2   |
| Maria Kozyreva         | 2      | Bari, Valence                       |    |    |      |     |     | 2   |
| Iryna Shymanovich      | 2      | Bari, Valence                       |    |    |      |     |     | 2   |
| Veronika Kudermetova   | 1      | Wimbledon                           | 1  |    |      |     |     |     |
| Elise Mertens          | 1      | Wimbledon                           | 1  |    |      |     |     |     |
| Sorana Cîrstea         | 1      | Madrid                              |    |    | 1    |     |     |     |
| Coco Gauff             | 1      | Montréal                            |    |    | 1    |     |     |     |
| McCartney Kessler      | 1      | Montréal                            |    |    | 1    |     |     |     |
| Anna Kalinskaya        | 1      | Madrid                              |    |    | 1    |     |     |     |
| Tereza Mihalíková      | 1      | Berlin                              |    |    |      | 1   |     |     |
| Olivia Nicholls        | 1      | Berlin                              |    |    |      | 1   |     |     |
| Ellen Perez            | 1      | Abou Dabi                           |    |    |      | 1   |     |     |
| Katarzyna Piter        | 1      | Mérida                              |    |    |      | 1   |     |     |
| Mayar Sherif           | 1      | Mérida                              |    |    |      | 1   |     |     |
| Zhang Shuai            | 1      | Washington                          |    |    |      | 1   |     |     |
| Anna Blinkova          | 1      | Austin                              |    |    |      |     | 1   |     |
| Marie Bouzková         | 1      | Eastbourne                          |    |    |      |     | 1   |     |
| Anna Danilina          | 1      | Eastbourne                          |    |    |      |     | 1   |     |
| Veronika Erjavec       | 1      | Iași                                |    |    |      |     | 1   |     |
| Beatriz Haddad Maia    | 1      | Nottingham                          |    |    |      |     | 1   |     |
| Oksana Kalashnikova    | 1      | Rabat                               |    |    |      |     | 1   |     |
| Desirae Krawczyk       | 1      | Singapour                           |    |    |      |     | 1   |     |
| Aleksandra Krunić      | 1      | Rouen                               |    |    |      |     | 1   |     |
| Giuliana Olmos         | 1      | Singapour                           |    |    |      |     | 1   |     |
| Sabrina Santamaria     | 1      | Rouen                               |    |    |      |     | 1   |     |
| Laura Siegemund        | 1      | Nottingham                          |    |    |      |     | 1   |     |
| Sara Sorribes Tormo    | 1      | Bogota                              |    |    |      |     | 1   |     |
| Panna Udvardy          | 1      | Iași                                |    |    |      |     | 1   |     |
| Yuan Yue               | 1      | Austin                              |    |    |      |     | 1   |     |
| Destanee Aiava         | 1      | Birmingham                          |    |    |      |     |     | 1   |
| Bianca Andreescu       | 1      | Vic                                 |    |    |      |     |     | 1   |
| Amina Anshba           | 1      | Bombay                              |    |    |      |     |     | 1   |
| Anna Bondár            | 1      | Antalya 3                           |    |    |      |     |     | 1   |
| María Carlé            | 1      | Antalya 2                           |    |    |      |     |     | 1   |
| Estelle Cascino        | 1      | Palerme                             |    |    |      |     |     | 1   |
| Hanna Chang            | 1      | Puerto Vallarta                     |    |    |      |     |     | 1   |
| Cho I-hsuan            | 1      | Antico Tiro a Volo                  |    |    |      |     |     | 1   |
| Cho Yi-tsen            | 1      | Antico Tiro a Volo                  |    |    |      |     |     | 1   |
| Maja Chwalińska        | 1      | Antalya 1                           |    |    |      |     |     | 1   |
| Anastasia Dețiuc       | 1      | Antalya 1                           |    |    |      |     |     | 1   |
| Weronika Falkowska     | 1      | Varsovie                            |    |    |      |     |     | 1   |
| Feng Shuo              | 1      | Palerme                             |    |    |      |     |     | 1   |
| Jaimee Fourlis         | 1      | Canberra                            |    |    |      |     |     | 1   |
| Isabelle Haverlag      | 1      | Ilkley                              |    |    |      |     |     | 1   |
| Petra Hule             | 1      | Canberra                            |    |    |      |     |     | 1   |
| Francisca Jorge        | 1      | Oeiras                              |    |    |      |     |     | 1   |
| Matilde Jorge          | 1      | Oeiras                              |    |    |      |     |     | 1   |
| Maia Lumsden           | 1      | Saint-Malo                          |    |    |      |     |     | 1   |
| Christina McHale       | 1      | Puerto Vallarta                     |    |    |      |     |     | 1   |
| Taylah Preston         | 1      | Cancún                              |    |    |      |     |     | 1   |
| Elena Pridankina       | 1      | Bombay                              |    |    |      |     |     | 1   |
| Dominika Šalková       | 1      | Varsovie                            |    |    |      |     |     | 1   |
| Aldila Sutjiadi        | 1      | Vic                                 |    |    |      |     |     | 1   |
| Total                  | 126    |                                     | 6  | 0  | 16   | 24  | 28  | 52  |

#### Premiers titres en carrière
| Joueuse                                          | Début de carrière | Premier titre      |
| ------------------------------------------------ | ----------------- | ------------------ |
| Destanee Aiava                                   | 2016              | Birmingham         |
| Mirra Andreeva*                                  | 2022              | Brisbane           |
| Hanna Chang                                      | 2016              | Puerto Vallarta    |
| Cho I-hsuan                                      | 2015              | Antico Tiro a Volo |
| Cho Yi-tsen                                      | 2017              | Antico Tiro a Volo |
| Ivana Corley                                     | 2016              | Newport            |
| Feng Shuo                                        | 2017              | Palerme            |
| Jaimee Fourlis                                   | 2014              | Canberra           |
| Isabelle Haverlag                                | 2018              | Ilkley             |
| Petra Hule                                       | 2022              | Canberra           |
| Maya Joint                                       | 2023              | Cancún             |
| Magali Kempen                                    | 2022              | Cluj               |
| McCartney Kessler*                               | 2017              | Montréal           |
| Maria Kozyreva                                   | 2019              | Bari               |
| Jesika Malečková                                 | 2012              | Parme              |
| Taylah Preston                                   | 2022              | Cancún             |
| Elena Pridankina                                 | 2022              | Bombay             |
| Dominika Šalková                                 | 2022              | Varsovie           |
| Diana Shnaider*                                  | 2022              | Brisbane           |
| * Joueuse ayant déjà remporté un titre en simple |                   |                    |

#### Titres par nation
| Pays             | Nombre | Titre(s) |
| ---------------- | ------ | --- |
| États-Unis       | 13     | Open d'Australie, Singapour, Dubaï, Indian Wells, Puerto Vallarta, Rouen, Queen's, Grado, Newport, Contrexéville, Porto, Washington, Montréal |
| Russie           | 12     | Adélaïde, Brisbane, Bombay, Austin, Miami, Madrid, Paris Racing, Bari, Bois-le-Duc, Valence, Bad Homburg, Wimbledon                           |
| Tchéquie         | 10     | Open d'Australie, Cluj, Dubaï, Antalya 1, La Bisbal, Parme, Makarska, Eastbourne, Båstad, Varsovie                                            |
| Chine            | 7      | Hobart, Adélaïde, Auckland, Austin, Bad Homburg, Washington, Palerme                                                                          |
| Hongrie          | 6      | Linz, Antalya 3, Paris Racing, Strasbourg, Bois-le-Duc, Iași                                                                                  |
| Australie        | 5      | Canberra, Abou Dabi,Cancún, Rabat, Birmingham                                                                                                 |
| Brésil           | 5      | Linz, Strasbourg, Grado, Nottingham, Contrexéville                                                                                            |
| Belgique         | 3      | Cluj, La Bisbal, Wimbledon |
| Canada           | 3      | Stuttgart, Vic, Cincinnati |
| Italie           | 3      | Doha, Rome, Roland-Garros |
| Japon            | 3      | Saint-Malo, Hambourg, Prague |
| Nouvelle-Zélande | 3      | Charleston, Stuttgart, Cincinnati |
| Pays-Bas         | 3      | Indian Wells, Queen's, Ilkley |
| Pologne          | 3      | Austin, Antalya 1, Varsovie |
| Suisse           | 3      | Antalya 2, Antalya 3, Ilkley |
| Taïwan           | 3      | Hobart, Auckland, Antico Tiro a Volo |
| Biélorussie      | 2      | Bari, Valence |
| Espagne          | 2      | Bogota, Birmingham |
| Lettonie         | 2      | Abou Dabi, Charleston |
| Royaume-Uni      | 2      | Saint-Malo, Berlin |
| Ukraine          | 2      | Hambourg, Prague |
| Allemagne        | 1      | Nottingham |
| Argentine        | 1      | Antalya 2 |
| Égypte           | 1      | Austin |
| France           | 1      | Palerme |
| Géorgie          | 1      | Rabat |
| Indonésie        | 1      | Vic |
| Kazakhstan       | 1      | Eastbourne |
| Mexique          | 1      | Singapour |
| Portugal         | 1      | Oeiras |
| Roumanie         | 1      | Madrid |
| Serbie           | 1      | Rouen |
| Slovaquie        | 1      | Berlin |
| Slovénie         | 1      | Iași |

Note : Un titre remporté par une paire du même pays ne compte que pour un titre.

### Retraits du circuit
- Simona Halep (04/02/2025)[12]
- Ysaline Bonaventure (26/03/2025)[13]
- Grace Min (27/03/2025)
- Yanina Wickmayer (02/07/2025)[14]
- Eugenie Bouchard (30/07/2025)[15]
- Marie Benoît (01/08/2025)[16]
- Caroline Garcia (après l'US Open)[17]
- Petra Kvitová (après l'US Open)[18]

### Retours
- Alizé Cornet pour le tournoi de La Bisbal[19]